# 이오안네스 트제트제스
이오안네스 트제트제스(그리스어: Ἰωάννης Τζέτζης, 1110년 경 ~ 1180년)는 12세기 콘스탄티노폴리스에 살았던 것으로 알려진 비잔틴 시인이자 문법학자이다.
고대 그리스 문학과 학문에서 얻은 가치있는 수많은 정보를 보존한 인물이다.

## 생애
트제트제스의 아버지는 그리스계였고 어머니는 이베리아 지방(조지아인) 출신이었다. 그의 작품에서 트제트제스는 할머니가 조지아의 바그라티오니가 공주 알라니아의 마리아의 친척이었으며, 함께 콘스탄티노폴리스로 이주하여 이후 메가스 드룽가리오스인 세바스토스 콘스탄티노스 케룰라리오스의 두 번째 부인이자 총대주교 미카엘 케룰라리오스의 조카가 되었다고 언급하였다.
트제트제스는 한동안 지방 총독의 비서로 일하다 나중에는 교직과 문필로 생계를 유지하기 시작하였다. 그는 자만심이 강한 사람으로 묘사되었는데, 자신과 경쟁하려는 어떤 시도에도 분개하였으며, 동료 문법학자들을 격렬하게 공격하였다. 필적 자료의 부족으로 인해 트제트제스는 자신의 기억에 의존하여 저작을 하였다. 따라서 그의 작품을 읽을 때는 주의를 기울일 필요가 있지만, 그는 교육받은 사람으로서 고대 그리스 문학 연구의 발전에 큰 공헌을 하였다.

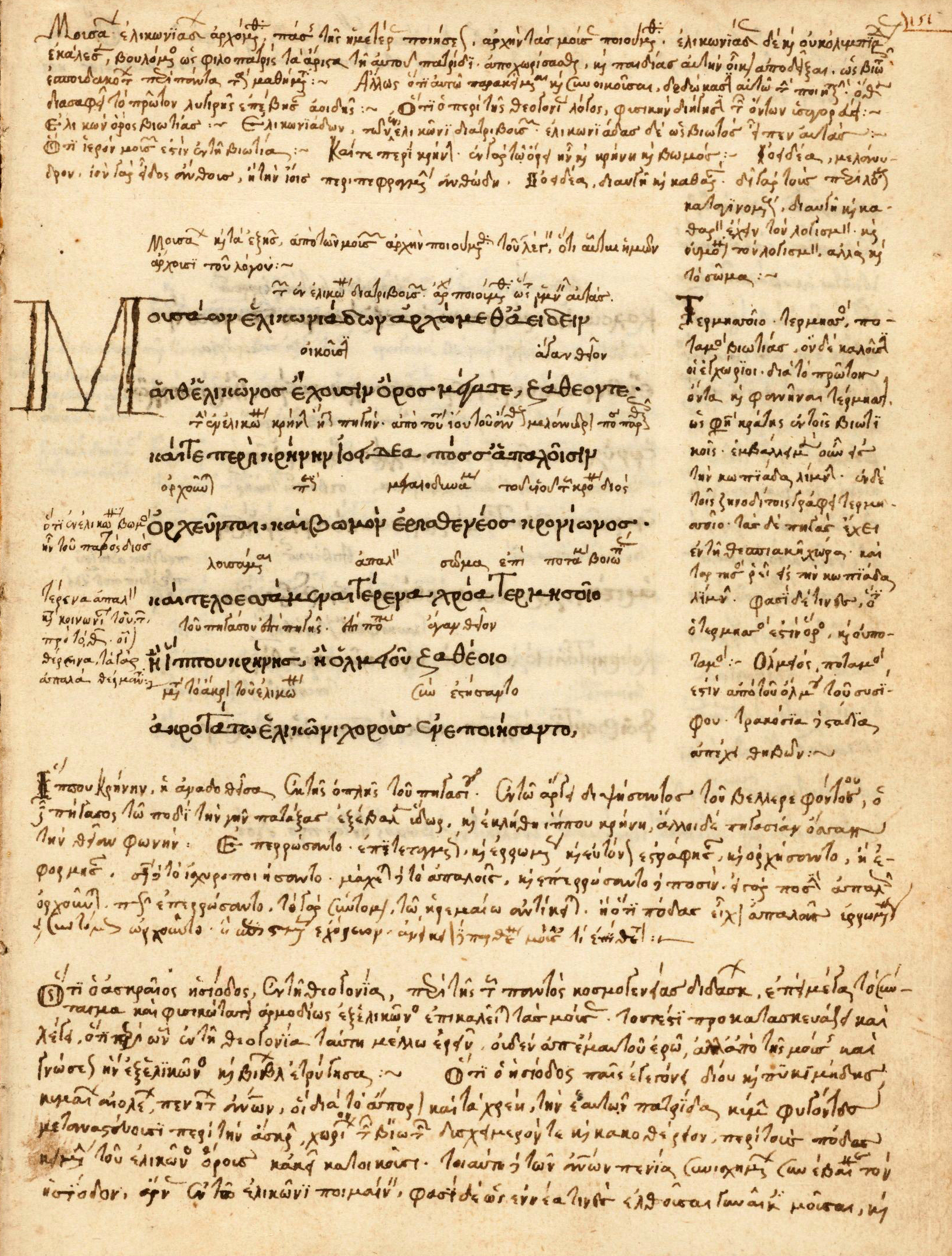
이오안네스 트제트제스의 주석이 달린 헤시오도스의 《신통기》 16세기 사본

트제트제스의 많은 작품 중 가장 중요하게 여겨지는 저작은 흔히 《칠리아데스》(Chiliades; 수천)로 불리는 《역사서》로, 첫 번째 편집자(N. Gerbel, 1546년)가 각각 1000행 단위로 나누어 책으로 엮었으며, 실제로는 12,674행의 정치적 운문으로 구성되어 있다. 이 책은 문학과 역사, 신학, 고고학적 잡학의 집합체라고 할 수 있는데, 그 주된 가치는 당시 트제트제스가 접근할 수 있었던 작품들의 손실을 어느 정도 보충한다는 사실에 있다. 저작물 전체가 불필요한 학식의 전시로 뒤덮여 있으며, 인용된 저자의 총 수는 200명 이상이다. 저자는 이어서 산문과 운문에 방주를 단 개정판을 내놓았다(편집 T. 키슬링, 1826년; 출처는 C. 하르더, De JT historiarum fontibus quaestiones selectae, diss., Kiel, 1886년).
그가 쓴 107통의 편지 모음집은 일부가 가상의 인물에게 보내는 편지, 또 다른 일부는 당대의 위대한 남성과 여성에게 보내는 편지인데, 상당한 양의 전기적인 세부 내용이 들어있다.
트제트제스는 파리스의 탄생을 시작으로 아카이오이의 귀향담까지 이어지는 서술 작업으로 호메로스의 《일리아스》를 보완하였다.
정치적 운문인 《호메로스풍 알레고리》(Homeric Allegories)는 독일 태생의 황후 아이린과 이어서 콘스탄티노스 코테르트제스에게 헌정된 두 편의 교훈시로, 첫번째는 《일리아스》를 기반으로 하였고 두번째는 《오디세이아》를 기반으로 하였다. 이 시에서는 호메로스와 호메로스풍 신학을 제시한 뒤 알레고리의 세 종류인 에우헤메로스적(πρακτική), 아나고게적(ψυχική), 물리학적(στοιχειακή) 의미를 통해 설명한다. 첫번째 작품은 2015년 애덤 J. 골드윈과 디미트라 코키니가 영어로 번역하였다.
《안테호메리카》에서 트제트제스는 호메로스의 《일리아스》 이전에 일어난 사건들을 회상한다. 이 작품에 이어 《일리아스》의 사건들을 다루는 《호메리카》, 《일리아스》와 《오디세이아》 사이에 일어난 사건을 보고하는 《포스트호메리카》가 이어진다. 세 작품은 모두 영어로 번역되었다.
트제트제스는 수많은 그리스 작가에 대한 논평을 쓰기도 하였는데, 그 중 가장 중요한 것은 헬레니즘 시인 리코프론의 모호한 〈카산드라〉나 〈알렉산드라〉를 자세히 설명하는 것으로, 주로 "리코프론에 대하여"(On Lycophron, 편집 K.O. 뮐러, 1811년)라고 부르며, 트제트제스의 형제 아이작과도 연관되어 있다. 논평은 극적인 스케치의 약강격 운문으로도 쓰였으며, 운명의 변덕과 학자들의 비참한 처지가 묘사되어 있다. 마누일 1세 콤니노스 황제의 죽음을 다룬 약강격 시에는 각 행의 시작 부분에 바로 이전 행의 마지막 단어를 넣은 형태가 눈에 띈다(두 논평의 출전은 피에트로 마트란가, 《아네크도타 그라이카》(Anecdota Graeca), 1850년).
트제트제스의 다른 작품은 J. A. 파브리치우스, 《비블리오테카 그라이카》(Bibliotheca graeca, 편집 하를레스), xi.228, 카를 크룸바허, Geschichte der byz. Litt.(제2판, 1897년)와 얀의 Jahrbucher für classische Philologie. Supplementband xii (라이프치히, 1881년)에 실린 G. 하르트의 논문 "De Tzetzarum nomine, vitis, scriptis,"를 참조하면 된다.

### 참고 문헌
- 본 문서에는 현재 퍼블릭 도메인에 속한 브리태니커 백과사전 제11판의 내용을 기초로 작성된 내용이 포함되어 있습니다.
- Abrantes, Miguel Carvalho (2017), 트제트제스 칠리아데스 출처: Second Edition. CreateSpace.
- (프랑스어) Gautier, Paul (1970), La curieuse ascendance de Jean Tzetzes. Revue des Études Byzantines, 28: 207-20.
- Goldwyn, Adam, Kokkini, Dimitra (2015), Allegories of the Iliad. 하버드 대학 출판부.